# Gundasetty Halli, Channarayapatna
Gundasetty Halli là một làng thuộc tehsil Channarayapatna, huyện Hassan, bang Karnataka, Ấn Độ.